# Herman Johannes Schilder
Herman Johannes Schilder (Amsterdam, 22 januari 1916 - Kampen, 12 mei 1984) was een vrijgemaakt-gereformeerd predikant en theoloog. Hij doceerde als hoogleraar oudtestamentische vakken aan de Theologische School van de vrijgemaakte kerken. Hij was een neef van de eerste leider van de vrijgemaakten, Klaas Schilder.

## Leven en werk
H.J. Schilder studeerde theologie aan de Theologische School van de Gereformeerde Kerken te Kampen en oosterse letteren aan de Vrije Universiteit te Amsterdam. In 1943 raakte hij betrokken in de conflicten binnen de Gereformeerde Kerken in Nederland die uiteindelijk zouden leiden tot het ontstaan van de Gereformeerde Kerken vrijgemaakt in 1944. Hij was beroepen in het Zuid-Hollandse Noordeloos, maar werd niet toegelaten, omdat hij niet wenste in te stemmen met de omstreden leerbesluiten uit 1942. In 1944 werd hij predikant in de kerk van Bergschenhoek die zich had aangesloten bij de Vrijmaking. Van 1946 tot 1952 leidde hij de vrijgemaakte kerk te Utrecht en in 1953 werd hij hoogleraar te Kampen als opvolger van de onverwacht overleden oudtestamenticus Benne Holwerda.
Schilder moest zich nog in dit vakgebied inwerken en deed - als gevolg van zijn drukke werkzaamheden - pas in 1972 zijn doctoraal examen. In zijn publicaties pleitte hij ervoor om naast de in vrijgemaakte kring gangbare heilshistorische prediking ook aandacht te geven aan het exemplarische karakter van de geschiedenissen in het Oude Testament. In het conflict dat in 1967 leidde tot het ontstaan van de Nederlands Gereformeerde Kerken koos hij de zijde van de vrijgemaakten. Hij bleef als enige van zijn gezin vrijgemaakt, terwijl de anderen zich aansloten bij de Nederlands-Gereformeerden. Met zijn grote belangstelling voor de moderne muziek en cultuur bleef hij in vrijgemaakte kring enigszins een buitenbeentje.

## Over Schilder
Schilder was gehuwd en had tien kinderen. Dochter Aleid gaat in een tweetal boeken kritisch in op haar opgroeien binnen de vrijgemaakte kerken. Naar aanleiding van haar eigen ervaringen schreef zij in 1987 Hulpeloos maar schuldig, terwijl zij in 1995 samen met Jan Veenhof Van vrijmaking tot bevrijding publiceerde over "de scheuring van '67". Ook Hans Werkman schreef over Schilder in Het hondje van Sollie, een sleutelroman over de scheuringsperiode, waarvan Jaap Kamphuis het waarheidsgehalte ernstig betwijfelde.

## Voornaamste publicaties
- Op de grens van kerk en secte (Rotterdam: Stichting De Vrije Kerk, 1948; 2e druk: 1950)
- Rachels troost. Vrouw en vrouwen in de heilshistorie (Goes: Oosterbaan & Le Cointre, 1960)
- Ik schreeuw het uit. Opstellen over het schreeuwend roepen in het Oude Testament (Groningen: De Vuurbaak, 1973)
- In Sion is het Woord nabij. Preken over het Oude Testament (Groningen: De Vuurbaak, 1976)
- Ik kom thuis. Een reeks Schriftoverdenkingen (Haarlem: Vijlbrief, 1981)
- Het schrift dat niet verslijt. Opstellen over het Oude Testament (Kampen: Van den Berg, 1983)

- Biografisch Portaal: 27551042
- International Standard Name Identifier: 0000 0000 4412 1892
- Library of Congress Control Number: no2005006635
- Nederlandse Thesaurus van Auteursnamen: 069166595
- Virtual International Authority File: 51413232
- WorldCat: E39PBJtX7gQQr4YKhR7pjRQpfq